# Черемиска (Нижегородская область)
Черемиска — село в Лысковском районе Нижегородской области. Входит в состав Кисловского сельсовета.

## География
Село расположено в 81 км к востоку от Нижнего Новгорода, на реке Китмар, недалеко от берега Волги.

## История
С конца 1920-х до начала 1950-х годов в Черемиске существовал колхоз имени Жданова.

## Инфраструктура
В селе более 100 домов. Улицы села: улица Жданова и улица Родионова.